# Hypercompe nemophila
Hypercompe nemophila là một loài bướm đêm thuộc phân họ Arctiinae, họ Erebidae.